# Eduard Schmuckher
Peter Eduard Schmucker (o Schmuckher) fue un militar austríaco conocido por su estrecha relación con la reina María Isabel, viuda de Francisco I de las Dos-Sicilias y madre de su sucesor, Fernando II.

## Biografía
En 1825 era accessisti del Consejo aúlico de Guerra (Hofkriegsrat)del Imperio austríaco, aunque aparecía como ausente. En julio de 1826 fue nombrado comisario de guerra de primera clase del Ministerio de Guerra y Marina del reino de las Dos Sicilias.
Según la prensa contemporánea habría contraído matrimonio con una dama de la nobleza napolitana, Floriana Cepulli, que habría permitido su introducción en la corte napolitana. Es en ese momento cuando comienza a forjar una relación con la madre de Fernando II de las Dos-Sicilias, María Isabel de Borbón. María Isabel intentaría hacer a Schmucker y su mujer miembros de su casa, cosa que en un primer momento niega su hijo por no ser Schmucker noble.  En 1832 Schmucker es nombrado miembro de la real casa. Finalmente, el sobrino de María Isabel, Carlos Luis, duque de Lucca, concedió a Schmucker el título de barón en 1834. Según el conde Clemente Solaro della Margherita, ministro de asuntos exteriores de Cerdeña, Schmucker se aprovecharía de su posición para actuar como espía al servicio de Leibzeltern, enviado del Emperador de Austria en Nápoles y muy cercano al canciller austríaco, Metternich.
Su esposa fallecería en junio de 1837, como consecuencia del cólera, lo que dio lugar a la existencia de un eventual matrimonio morganático entre este y María Isabel. En este mismo año compró el castillo de Kainberg (Schloss Kainberg) en Estiria, Austria.
A principios de enero de 1838 la policía de las Dos-Sicilias pidió a monseñor Fara, enviado diplomático de Gregorio XVI en Nápoles, que expidiera un pasaporte para que el barón pasase a Roma.Pocos días después sus papeles fueron sellados. Schmucker habría llegado a amasar 120.000 ducados por sus servicios a María Isabel. Además, esta última estuvo de acuerdo en su expulsión especialmente por las exageradas peticiones del barón. Fueron estas las que evitaron un matrimonio, una vez el barón quedó viudo.Schmucker sería expulsado y le fue dado un plazo de dos horas para abandonar la ciudad.
Schmucker sería finalmente expulsado de Nápoles en enero de 1838, dirigiéndose a Roma. En enero de 1839, María Isabel contraería matrimonio desigual con un oficial napolitano, Francesco del Balzo. 
En 1841 vendería el castillo de Kainberg al conde Franz Karl Eduard von Wimpffen. En 1844 se encontraba en Florencia.

## Matrimonio y descendencia
De su matrimonio con Floriana Cepulli tendría un hijo:
- Pompeo Schmucker (Viena, 7 de agosto de 1822-Roma, 21 de marzo de 1877), diplomático.[13] Estaría primero al servicio de las Dos Sicilias, desarrollando el cargo de secretario de legación en Turín en el momento de la proclamación del reino de Italia. Posteriormente, tras la invasión del reino de las Dos-Sicilias en 1860, pasaría al servicio del reino de Italia, donde llegaría a ser jefe de división del Ministerio de Asuntos Extranjeros desde 1877 hasta su muerte.[14] Estuvo casado con Emma Guadagni, amante a su vez de Carlos III, duque de Parma. Carlos III era sobrino-nieto de María Isabel de Borbón.[15]

Según Juan Balansó, Eduard habría tenido un hijo con María Isabel de Borbón, Enrico (-1851).

## Títulos, órdenes y empleos

### Títulos
- Barón (Ducado de Luca, 3 de septiembre de 1834)[3]

### Órdenes
- Caballero de número de la Orden de Carlos III. (Reino de España)[17]
- Comendador de la Orden de Isabel la Católica. (Reino de España)[17]
- Caballero de la Orden militar de San Esteban. (Gran ducado de Toscana)[17]
- Condecorado con la Condecoración de San Jorge para el mérito militar, de primera clase. (Ducado de Luca)[17]

### Empleos
- Gentilhombre de cámara del rey de España.[17]
- Encargado de la administración de la casa de la reina madre. ( Reino de las Dos Sicilias)

### Individuales
1. ↑  «Almanacco imperiale reale per le provincie del Regno Lombardo-Veneto soggette al governo di Milano: per l'anno 1825». Almanacco imperiale reale per le provincie del Regno Lombardo-Veneto (en italiano): 276. 1825.
2. 1 2  Cecchini, Bianca Maria (2001). La danza delle ombre: Carlo III di Borbone Parma : un regicidio nell'Italia del Risorgimento (en italiano). Istituto storico lucchese. p. 140. Consultado el 20 de julio de 2023.
3. 1 2  «(N. 74) Decreto che accorda al Commendatore D. Eduardo Schmuker la nobiltà ereditaria ed il titolo di Barone.». Bollettino delle leggi del Ducato Lucchese (en italiano) XX: 199-200.
4. ↑  Bianchi, Nicomede (1865). Storia documentata della diplomazia europea in Italia dall'anno 1814 all'anno 1861 (en italiano). 3. Anni 1930-1846. Turín: Unione Tipografica-Editrice. pp. 280-281. Consultado el 26 de julio de 2023.
5. ↑  «Italien». Linzer Zeitung (en alemán) (57). 17 de julio de 1837. p. 227.
6. 1 2  «SCHLOSS KAINBERG – Moment Musik» (en de-DE). Consultado el 20 de julio de 2023.
7. ↑  Acton, 1961, p. 132.
8. ↑  Acton, 1961, p. 133.
9. ↑  «Due Sicilie». Foglio di Verona (17). 7 de febrero de 1838. p. 72.
10. ↑  «Stato Pontificio. (Dai confini, 4 febbrajo)». Foglio di Verona (22). 19 de febrero de 1838. p. 91.
11. ↑  «Seconda nota delle oblazioni in contanti raccolte dal di 11 all 17 novembre detto.». Gazzetta di Firenze (139). 19 de noviembre de 1844. p. 7.
12. ↑  «Edoardo Shmuckher». Base Roglo.
13. ↑  Spreti, Marchese Vittorio (1932). Enciclopedia storico-nobiliare italiana (en italiano). Ed. Enciclopedia storico-nobiliare italiana. p. 202. Consultado el 21 de julio de 2023.
14. ↑  «Il giorno 21...». Gazzetta ufficiale dell Regno d'Italia. 24 de marzo de 1881. p. 1660.
15. ↑  «Carlo III of Bourbon, Duke of Parma and Emma Guadagni». Guadagni Family (en inglés).
16. ↑  Balansó, Juan (1995). I Borbone Parma e l'Europa (en italiano).
17. 1 2 3 4 5  «(N. 78) Decreto che concede al Sig. Barone D. Eduardo de Schmuker la decorazione di s. Giorgio di prima classe pel merito Militare.». Bollettino delle leggi del Ducato Lucchese (en italiano) XX: 207-208.